# デンジャー・ゾーン (ケニー・ロギンスの曲)
「デンジャー・ゾーン」（英: Danger Zone）は、ジョルジオ・モロダーが作曲、トム・ホイットロックが作詞、米国のシンガーソングライターであるケニー・ロギンスがレコーディングし、1986年にリリースされた曲。この曲は、同年のアメリカ映画『トップガン』のサウンドトラックアルバムからシングルカットされヒットした曲の一つであり、そのアルバムはサウンドトラックアルバムとしては、同年に最も売れたのみならずこれまでで最も売れたものの一つである。Allmusic.com によると、このアルバムは「80年代半ばの典型的作品と今でもみなされており」、そのヒットは「当時のポップチャートを席巻していた、けれん味のある芝居がかった音作りを特徴づけている」。

## 背景
映画プロデューサーのジェリー・ブラッカイマーとドン・シンプソン、および音楽監督のマイケル・ディルベックは、『トップガン』用として300以上の曲を用意していた。彼らは空母でのオープニング・シーンのラッシュ（編集前のフィルム）に使う曲を吟味していたが満足するものが無く、ブラッカイマーはサウンドトラック・プロデューサーのジョルジオ・モロダーに何か作って欲しいと頼んだ。モロダーはトム・ホイットロックの助けを借りながら「デンジャー・ゾーン」を書き、ジョー・ピズーロがデモを録音した。サウンドトラックの配給元となるコロムビア・レコードは、プロデューサーらの許可を得て、自らのレーベルに属するアーティストで「デンジャー・ゾーン」を演じさせてほしいとモロダーに求めた。
当初は TOTO がこの曲を演じることになっていたが、『トップガン』のプロデューサーらと TOTO の弁護士らとの間で法的な折り合いがつかず、その話は流れた。2018年の AXS TV のインタビューでケニー・ロギンスが語ったところでは、当初はジェファーソン・スターシップにこの曲が提供されるところだったが、結局プロジェクトから外されたとのことである。
コリー・ハートも「デンジャー・ゾーン」の演奏を持ちかけられていたが、どうせなら自作曲を演奏したいとして辞退した。また、2022年にロギンスがインタビューで語ったところでは、REOスピードワゴンのヴォーカリスト、ケヴィン・クローニンも曲のキーが高すぎるとしてオファーを断ったとロギンスに話していたという。なお、ロギンスの見解として「おそらく当初の第一候補は世界屈指のハイトーンヴォイスの持ち主であるスターシップのミッキー・トーマスだった気がするが、担当弁護士と折り合いが付かずに話が流れたのではないか」と述べている。
結局、映画プロデューサーらはロギンスに曲を提供し、ロギンスはレコーディングへの同意を即断した。ホイットロックはロギンスのエンシノの家を訪ねて詞を渡し、ロギンスは即興で自ら詞を追加した。「デンジャー・ゾーン」は Billboard Hot 100 で2位にまでつけたが、ピーター・ガブリエルの「スレッジハンマー」に阻まれて1位には届かなかった。この曲はロギンスにとって、1984年に1位となった「フットルース」に次ぐヒットとなった。2008年のインタビューでロギンスは、「デンジャー・ゾーン」はアーティストとしての自分を代表する作品ではないと述べた。
2018年にロギンスが TMZ からの取材で語ったところでは、『トップガン マーヴェリック』で使うための新バージョン制作について彼は主演のトム・クルーズと議論しているとのことだった。しかし最終的に、オリジナルのバージョンが使われることになった。ロギンスの話によると、第一作の曲を聴くことで当時と同じ感覚を呼び起こしたいとクルーズは望んでいたとのことである。

## 概観
1980年代のハードロックバンドであるジャイアントのリードシンガー兼ギタリストのダン・ハフが、本曲でギターを担当した。ベースラインはヤマハ・DXシリーズのシンセサイザーで演奏された。テナー・サクソフォーンが曲の終わり近くに追加されている。本曲は1986年7月26日の週に全米 Billboard Hot 100 の2位となった。FM東京の青山悌三は本作品について「フットルースで実績のあるケニー・ロギンスのリズミカルで迫力のある唄い方、エネルギッシュな音作りは、（トップガンの）オープニングにふさわしく、われわれを映画の世界へストレートに導いてくれる」と評している。

## ミュージック・ビデオ
ミュージック・ビデオは、1986年5月に曲のプロモーションの一環で公開された。監督はトニー・スコットで、ロギンスが歌う姿とともに、スコット自身が監督した映画『トップガン』からもいくつかシーンが挿入された。

## クレジット
- ケニー・ロギンス - ボーカル、リズムギター
- ダン・ハフ（英語版） - リードギター
- ジョルジオ・モロダー - シンセサイザー、シーケンサー、ドラムマシン
- トム・ホイットロック（英語版） - シンセサイザー
- トム・スコット – サクソフォーン

## チャート

### 週間チャート
| チャート（1986年-1987年）                         | 最高位 |
| ------------------------------------------------- | ------ |
| オーストラリア（ケント・ミュージック・レポート）  | 14     |
| カナダ（RPM）                                     | 7      |
| ドイツ（GfK）                                     | 12     |
| ニュージーランド                                  | 12     |
| スイス                                            | 6      |
| イギリス                                          | 45     |
| アメリカ（Billboard Hot 100）                     | 2      |
| アメリカ（キャッシュボックス）                    | 4      |
| アメリカ（ビルボード・メインストリーム・ロック）} | 7      |

| チャート（2022年）       | 最高位 |
| ------------------------ | ------ |
| Billboard Global 200     | 151    |
| アイルランド（IRMA）     | 90     |
| ニュージーランド（RMNZ） | 13     |

### 年間チャート
| チャート（1986年）                               | 最高位 |
| ------------------------------------------------ | ------ |
| オーストラリア（ケント・ミュージック・レポート） | 62     |
| アメリカ（Billboard Hot 100）                    | 42     |

## 認定
| 国/地域                                                     | 認定     | 認定/売上数 |
| ----------------------------------------------------------- | -------- | ----------- |
| デンマーク (IFPI Danmark)                                   | Gold     | 45,000      |
| 日本 (RIAJ) Digital single                                  | Platinum | 250,000*    |
| ニュージーランド (RMNZ)                                     | Platinum | 30,000      |
| イギリス (BPI)                                              | Platinum | 600,000     |
| * 認定のみに基づく売上数 · 認定のみに基づく売上数と再生回数 |          |             |